# Ceratomia igualana
Ceratomia igualana ist ein Schmetterling (Nachtfalter) aus der Familie der Schwärmer (Sphingidae). Von manchen Autoren wird die Art der Gattung Dolbogene zugerechnet.

## Merkmale
Von den Faltern sind bisher zu wenige Exemplare gefangen worden, um Rückschlüsse auf die Variation ihrer Musterung schließen zu können. Die Falter sind etwas größer als die Individuen der ähnlichen Art Dolbogene hartwegii, welche eine Vorderflügellänge von bis zu 26 Millimetern besitzt. Die diffuse braune, graue und weiße Flügelmusterung von D. igualana hat deutlich mehr Braunanteile als bei der ähnlichen Art, auch ist ihr Muster etwas lebhafter ausgebildet. Ihr fehlen die beiden Flecke auf den Analwinkeln der Flügel, außerdem sind die Postmediallinien, anders als bei D. hartwegii, auf der Unterseite der beiden Flügelpaare nicht ausgebildet.

## Vorkommen und Lebensweise
Nur wenige Exemplare der Art wurden bislang gefangen, weswegen über ihre Lebensweise noch nichts bekannt ist. Ein Exemplar wurde durch künstliches Licht angelockt. Vorkommen sind aus Mexiko und südlich bis nach Costa Rica nachgewiesen.

## Belege